# Wakana Koga
Wakana Koga (古賀若菜 Koga Wakana?), född 28 juni 2001, är en japansk judoutövare. Hon tävlar i 48 kg-klassen.

## Karriär

### 2019–2021
Koga tävlar i 48 kg-klassen. I juli 2019 tog hon guld vid Grand Prix i Montréal efter att ha besegrat portugisiska Catarina Costa i finalen. I oktober 2019 tog Koga guld vid junior-VM i Marrakech efter att ha besegrat franska Shirine Boukli i finalen. I november 2019 tog hon brons vid Grand Slam i Osaka.
I februari 2020 tog Koga silver vid Grand Slam i Paris efter en finalförlust mot ukrainska Darja Bilodid. I juni 2021 tog hon silver vid VM i Budapest efter en finalförlust mot landsmaninnan Natsumi Tsunoda. I oktober 2021 tog Koga guld vid Grand Slam i Paris efter att ha besegrat franska Mélanie Clément i finalen.

### 2022–2023
I februari 2022 tog Koga brons vid Grand Slam i Paris. I juli 2022 tog hon guld vid Grand Prix i Zagreb efter att ha besegrat franska Mélanie Vieu i finalen. Följande månad tog Koga även guld vid asiatiska mästerskapen i Nur-Sultan efter att ha besegrat kazakiska Abiba Abuzhakynova i finalen. I december 2022 tog hon brons vid Grand Slam i Tokyo. Samma månad tog Koga även silver vid World Masters i Jerusalem efter en finalförlust mot franska Shirine Boukli.
I maj 2023 tog Koga brons vid VM i Doha.